# Marino Dusic
| 11706 Rijeka | 20 aprile 1998 |
| 12512 Split  | 21 aprile 1998 |

Marino Dusic (...) è un astronomo croato.
Il Minor Planet Center gli accredita la scoperta di due asteroidi, effettuate tutte nel 1998 in collaborazione con Korado Korlević.